# Епархия Падуи

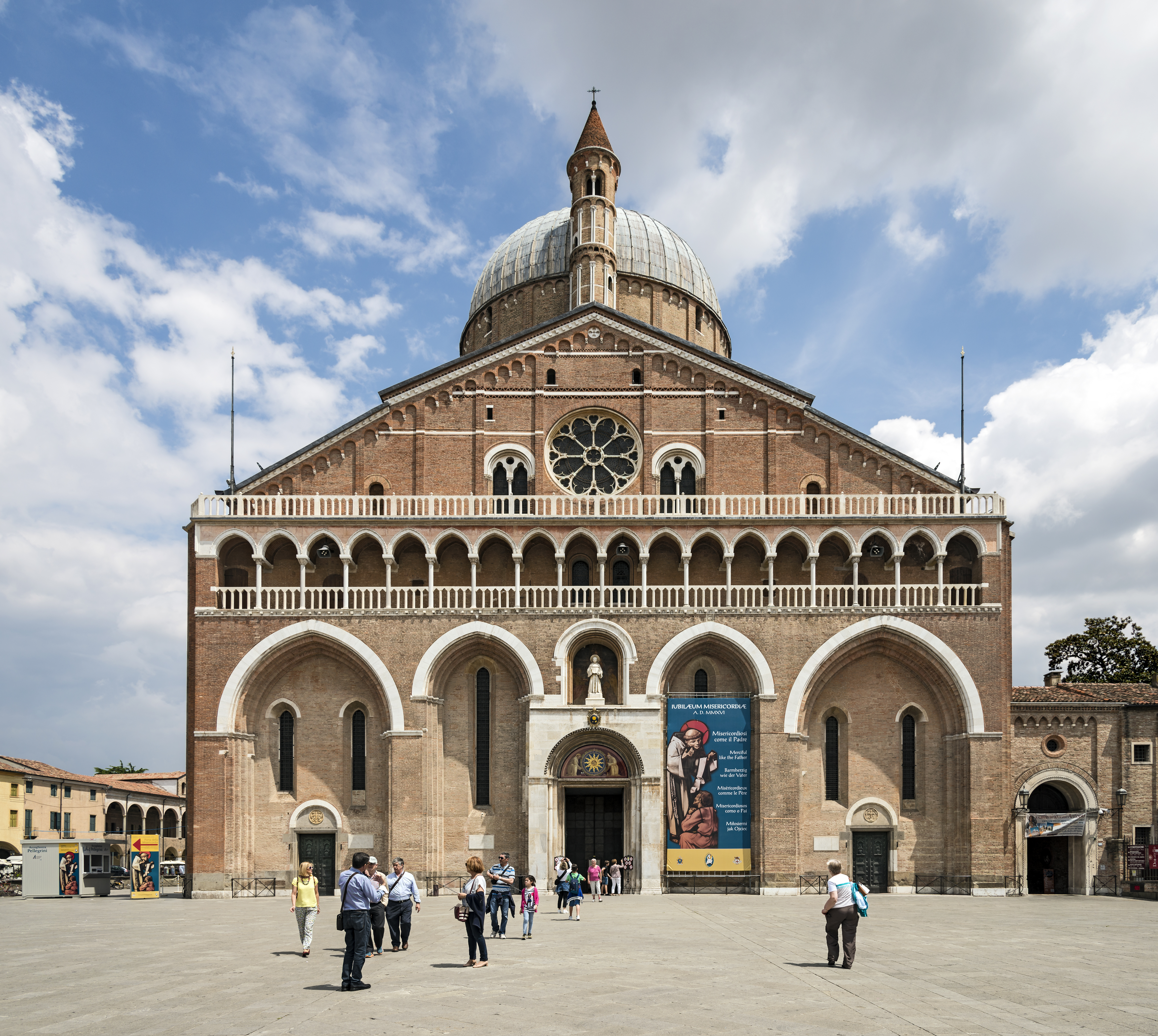
Базилика Святого Антония в Падуе

Епархия Падуи (лат. Dioecesis Patavina, итал. Diocesi di Padova) епархия Римско-католической церкви, в составе митрополии Венеции, входящей в церковную область Тривенето. В настоящее время епархией управляет епископ Антонио Маттьяццо.
Клир епархии включает 1 111 священников (782 епархиальных и 329 монашествующих священников), 25 диаконов, 479 монаха, 2 256 монахинь.
Адрес епархии: Via Dietro Duomo 15, 35139 Padova, Italia.

## Территория
В юрисдикцию епархии входят 459 приходов в коммунах области Венеция. Границы епархии не совпадают с границами провинции Падуя. Они проходят вдоль древней линии проповеди монахов из Аббатства Святой Иустины и включают в себя возвышенность Азиаго, большую часть Ривьеры дель Брента, горный массив Монте-Граппа, касаются провинций Виченца, Венеция, Тревизо и Беллуно.
Кафедра епископа находится в городе Падуя в соборе Санта Мария Ассунта.
Важным местом паломничества является Базилика Святого Антония в Падуе, находящаяся в прямом ведении Святого Престола.

## История
Время основания кафедры Падуи точно не определено. Предание связывает основание кафедры с именем святого Просдоцима (Просдокима), первого епископа Падуи, жившего в конце I века. Ранние свидетельства о существовании епархии Падуи относятся к началу IV века.
Первый собор в Падуе был построен в 313 году после «Эдикта Константина».
Гунны под предводительством Аттилы разрушили город, и епископы перенесли резиденцию в Маламокко. Только в VII веке при епископе Трицидии кафедра вернулась в Падую.
Во время землетрясения 3 января 1117 года разрушился старый собор. Здание было перестроено в романском стиле. Баптистерий был украшен фресками Джусто де Менабуои.
В 1551 году был одобрен проект нового собора работы Микеланджело Буонарроти, строительство которого длилось до 1754 года, но фасад так и остался не завершенным.
В 1671 году епископ Грегорио Барбариго основал епархиальную семинарию, при которой в 1684 году открыл типографию.

### Подвижники епархии
- Святой Даниил Падуанский[итал.], патрон города.
- Святая Иустина Падуанская, патронесса города.
- Святой Просдоцим Падуанский, патрон города.
- Святой Антоний Падуанский.
- Бонавентура Бадоэр Перага[итал.], кардинал, местночтимый блаженный.
- Блаженный Джордано Форцате[итал.].
- Блаженный Андреа Джачинто Лонгин[итал.].
- Святой Леопольдо да Кастельнуово.
- Святой Фиденцио Падуанский[итал.], третий епископ Падуи.
- Джованни Нерво[итал.].

## Ординарии епархии
| - Святой Просдоций (конец I века); - Святой Массимо (II век); - Святой Фиденцио (166—168); - Святой Проколо (II век); - Теодоро (II век); - Аризиано (II век); - Амброджо (II век); - Святой Сиро (начало III века) - Суадеро (III век); - Святой Леолино (Леонино) (232—244); - Святой Иларио (368 или 378); - Криспино; - Лимпедио; - Вителлио; - Провинио; - Блаженный Севериано; - Берауло; - Блаженный Джованни; - Чиприано; - Вирджилио (579); - Николо; - Олимпио; - Феличе; - Адеодато; - Блаженный Пьетро ди Лимена; - Феличе; - Аудачо; - Тричидио (620); - Бергвальдо; - Витале; - Одо; - Ассалонне; - Риккинальдо; - Консальдо; - Диверто; - Теодозио; - Родинго; - Бодо; - Джузеппе; - Бодоне; - Луитальдо; - Доменико (827); - Альдегузио; - Нитинго; - Энкорадо; - Рорио (упоминается в 855 и 874); - Турингарио (упоминается в 866); - Билонго (871—886); - Лиотальдо (886—894); - Пьетро II (894—899); - Пьетро III; - Сибиконе (912—924); - Зеноне; - Ардеманно; - Ильдеверто (942—964); - Гоццелино (964—978); - Орсо (992—997); - Айстольфо (1031); - Буркардо (1046—1045); - Арнальдо (1046—1048); - Блаженный Бернардо Мальтраверсо (1048—1059); - Вальтольфф (1060—1064); - Ольдерико (1064—1080); - Милоне (1084—1095); | - Пьетро IV (1096—1106); - Синибальдо (1106 — 17.10.1125) - Святой Беллино Бертальдо (1128 — 26.11.1145); - Джованни Качо (1148—1165); - Джерардо Оффредуччи да Маростика (1165—1213); - Джордано (1214 — 05.11.1228); - Джакомо Коррадо (18.07.1229 — 05.04.1239); - Сигебальдо Кабаллацо (1243 — 28.07.1249) — назначен епископом Новары; - Джованни Форцате (1251 — 24.06.1283); - Бернардо Платон (10.02.1287 — 21.05.1295); - Джованни Савелли (1295—1299) — доминиканец, назначен епископом Болоньи; - Оттобуоно ди Рацци (11.02.1299 — 31.03.1302) — назначен патриархом Аквилеи; - Пагано делла Торре (31.03.1302 — 1319) — назначен патриархом Аквилеи; - Ильдебрандино Конти (29.06.1319 — 02.11.1352); - Джованни Орсини (14.01.1353 — 1359); - Пьетро Пилео да Прата (12.06.1359 — 23.01.1370) — назначен архиепископом Равенны; - Джованни Пьячентини (23.01.1370 — 28.04.1371) — назначен архиепископом Патрассо; - Элиа Бофорт (1371 — 14.11.1373) — назначен епископом Кастра; - Раймондо (1374—1386); - Джованни Энсельмини (1388 — 20.03.1392); - Уго Роберти (20.03.1392 — 12.04.1396) — назначен латинским патриархом Иерусалима; - Стефано Да Каррара (25.06.1396 — 1405) — назначен епископом Никозии; - Альбано Микели (08.03.1406 — 1409); - Пьетро Марчелло (16.11.1409 — 1428); - Пьетро Донато (16.06.1428 — 07.10.1447); - Фантино Дандоло (08.01.1448 — 17.02.1459); - кардинал Пьетро Барбо (09.03.1459 — 29.03.1460) — избранный епископ, избран Папой под именем Павла II; - Якопо Цено (1460 — 13.04.1481); - кардинал Пьетро Фоскари (15.04.1481 — 22.08.1485) — апостольский администратор; - Пьетро Бароцци (24.06.1487 — 10.01.1507); - кардинал Систо Гара делла Ровере (11.06.1509 — 08.03.1517); - кардинал Марко Корнер (11.03.1517 — 20.07.1524); - кардинал Франческо Пизани (08.08.1524 — 1555); - кардинал Луиджи Пизани (1555 — 03.06.1570); - Николо Орманетто (04.07.1570 — 18.01.1577); - кардинал Федерико Корнер старший (19.07.1577 — 04.10.1590); - Альвизе Корнер (1590 — 20.10.1594); - Марко Корнер (1594 — 11.06.1625); - кардинал Пьетро Вальер (18.08.1625 — 04.04.1629); - кардинал Федерико Бальдиссера Бартоломео Корнер (30.04.1629 — 11.06.1631) — назначен патриархом Венеции; - Маркантонио Корнер (1632 — 27.04.1636); - Лука Стелла (11.07.1639 — 21.12.1641); - Джорджо Корнер (1643 — 15.11.1663); - кардинал Святой Грегорио Барбариго (24.03.1664 — 18.06.1697); - кардинал Джорджо Корнер (26.08.1697 — 10.08.1722); - кардинал Джованни Франческо Барбариго (20.01.1723 — 26.01.1730); - Джованни Минотто Оттобони (08.02.1730 — 09.12.1742); - кардинал Карло делла Торре Реццонико (11.03.1743 — 06.07.1758) — избран Папой под именем Климента XIII; - кардинал Санте Веронезе (11.09.1758 — 01.02.1767); - кардинал Антонио Марино Приули (06.04.1767 — 26.10.1772); - Николо Антонио Джустиниан (14.12.1772 — 24.11.1796) — бенедиктинец; - Sede vacante (1796—1807); - Франческо Шипьоне Донди Делль Оролоджо (18.09.1807 — 06.10.1819); - Модесто Фарина (13.08.1821 — 10.05.1856); - Федерико Манфредини (19.03.1857 — 16.08.1882); - кардинал Джузеппе Каллегари (25.09.1882 — 14.04.1906); - Луиджи Пеллиццо (13.07.1906 — 24.03.1923) — назначен архиепископом Дамиаты; - Элиа Далла Коста (25.05.1923 — 19.12.1931) — назначен архиепископом Флоренции; - Карло Агостини (30.01.1932 — 05.02.1949) — назначен патриархом Венеции; - Джироламо Бартоломео Бортиньон (01.04.1949 — 07.01.1982); - Филиппо Франчески (07.01.1982 — 30.12.1988); - архиепископ Антонио Маттьяццо (05.07.1989 — 18.07.2015). - епископ Клаудио Чиполла (с 18 июля 2015 — по настоящее время). |  |

## Статистика
На конец 2004 года из 1 039 117 человек, проживающих на территории епархии, католиками являлись 1 027 662 человек, что соответствует 98,9 % от общего числа населения епархии.
| год  | население | население | население | священники | священники        | священники         | священники                           | постоянные диаконы | монахи  | монахи  | приходы |
| год  | католики  | всего     | %         | всего      | белое духовенство | черное духовенство | число католиков на одного священника | постоянные диаконы | мужчины | женщины | приходы |
| ---- | --------- | --------- | --------- | ---------- | ----------------- | ------------------ | ------------------------------------ | ------------------ | ------- | ------- | ------- |
| 1950 | 837.015   | 839.024   | 99,8      | 1.207      | 913               | 294                | 693                                  |                    | 670     | 3.065   | 401     |
| 1970 | 860.000   | 860.051   | 100,0     | 1.344      | 902               | 442                | 639                                  |                    | 602     | 4.334   | 432     |
| 1980 | 956.000   | 965.040   | 99,1      | 1.316      | 917               | 399                | 726                                  |                    | 648     | 3.427   | 453     |
| 1990 | 982.777   | 986.387   | 99,6      | 1.222      | 843               | 379                | 804                                  | 10                 | 601     | 2.845   | 459     |
| 1999 | 1.014.030 | 1.019.578 | 99,5      | 1.190      | 834               | 356                | 852                                  | 15                 | 596     | 2.467   | 459     |
| 2000 | 1.008.967 | 1.018.354 | 99,1      | 1.167      | 834               | 333                | 864                                  | 18                 | 558     | 2.455   | 459     |
| 2001 | 1.012.128 | 1.021.648 | 99,1      | 1.123      | 819               | 304                | 901                                  | 18                 | 516     | 2.518   | 459     |
| 2002 | 1.027.874 | 1.036.547 | 99,2      | 1.249      | 811               | 438                | 822                                  | 19                 | 492     | 2.428   | 459     |
| 2003 | 1.022.451 | 1.034.223 | 98,9      | 1.124      | 805               | 319                | 909                                  | 19                 | 482     | 2.332   | 459     |
| 2004 | 1.027.662 | 1.039.117 | 98,9      | 1.111      | 782               | 329                | 924                                  | 25                 | 479     | 2.256   | 459     |